# Agrotis obfuscata
Agrotis obfuscata là một loài bướm đêm trong họ Noctuidae.